# 小国町立小国中学校 (熊本県)
小国町立南小国中学校 (おぐにちょうりつ おぐにちゅうがっこう) は熊本県阿蘇郡小国町宮原にある公立の中学校。

## 概要
歴史
1953年（昭和28年）に小国町立中学校4校（宮原・北里・下城・蓬莱）を統合の上、創立。2023年（令和5年）に統合70周年を迎えた。
校訓
「自覚・自立・健康」
校章
1953年（昭和28年）制定。校名の頭文字である「小」の文字を3本の木で表現し、中央に「中」の文字を配している。
校歌
1956年（昭和31年）制定。歌詞は3番まであり、各番の歌詞中に校名の「小国中学」が登場する。
通学区域
小国町全域。小学校区は小国町立小国小学校。
小中一貫教育
2009年（平成21年）4月より小国町立小国小学校との間で、小中一貫教育を行っている。
連携型 中高一貫教育
2002年（平成14年）4月より熊本県立小国高等学校との間で、連携型の小中一貫教育を行っている。
寄宿舎
学生寮「ほこすぎ寮」を有している。

## 沿革
前史
- 1947年（昭和22年）4月 - 学制改革（六・三制の実施）により、小国町内に下記の新制中学校4校が創立。
  - 小国町立宮原中学校（小国町立宮原小学校に併置）
  - 小国町立北里中学校（小国町立北里小学校に併置）
  - 小国町立下城中学校（小国町立下城小学校に併置）
  - 小国町立蓬莱中学校（小国町立蓬莱小学校に併置）

統合・小国中学校
- 1953年（昭和28年）
  - 4月1日 - 上記4校を統合の上、「小国町立小国中学校」（現校名）が設置される。
  - 4月14日 - 統合校舎が完成するまでの間、各旧4校舎で分散授業を継続。本部を旧・宮原中学校に設置する。
  - 6月1日 - 校章を制定。
  - 9月 - 木造の統合新校舎（本校舎3棟・寄宿舎2棟など）が完成し、各旧4校舎の生徒を収容。分散授業を終了。
- 1954年（昭和29年）
  - 1月 - PTAが発足。
  - 10月 - 女子の冬服を制定。
  - 11月 - 工作室が完成。
- 1955年（昭和30年）
  - 10月 - 体育館兼講堂が完成。
  - 11月 - 学校図書館、音楽室、柔道室、保健室、染色洗濯室、農業教室などが完成。
- 1956年（昭和31年）
  - 2月20日 - 校歌を制定。
  - 8月 - プールが完成。
- 1957年（昭和32年）11月 - 学校給食を開始。
- 1961年（昭和36年）5月 - 女子の夏服を制定。
- 1963年（昭和38年）1月 - 理科室が完成。
- 1964年（昭和39年）12月 - この年に完成した女子寄宿舎の使用を開始。
- 1965年（昭和40年）5月 - 男子の夏服を制定。
- 1966年（昭和41年）1月 - 寄宿舎食堂が完成。
- 1967年（昭和42年）5月1日 - 小国学園分校を開設[3]。
- 1968年（昭和43年）9月 - 校舎内土足となる。女子の冬服をスカートに改定。
- 1973年（昭和48年）11月 - 小国町学校給食センターが完成。
- 1976年（昭和51年）6月 - 米飯持参給食を開始。
- 1977年（昭和52年）12月 - 鉄筋コンクリート造新校舎が完成。
- 1979年（昭和54年）3月31日 - 熊本県立小国養護学校新設に伴い、小国学園分校を廃止[3]。
- 1986年（昭和61年）9月 - 宮向住宅地跡に社会体育施設およびテニスコートが完成。
- 1991年（平成3年）9月 - 台風により、テニスコートで崖崩れが発生。
- 1993年（平成5年）9月 - 新体育館が完成。
- 1995年（平成7年）8月 - 技術室が完成。
- 1998年（平成10年）12月 - 「ほこすぎ寮」が完成。
- 2000年（平成12年）8月 - 校舎の改修工事が完了。
- 2002年（平成14年）
  - 4月 - 熊本県立小国高等学校との間で、連携型の中高一貫教育を開始。
  - 7月 - ホッケー九州大会で男子が優勝、女子が準優勝し、どちらも全国大会に出場。
- 2003年（平成15年）
  - 7月 - ホッケー九州大会で男子・女子ともに優勝。小国町で開催の全国大会に出場。
  - 10月26日 - 創立50周年記念式典を挙行。
- 2004年（平成16年）1月 - 男子頭髪を自由化。
- 2009年（平成21年）4月 - 小国町立小国小学校との間で、小中一貫教育を開始。
  - この時、小国町内の町立小学校6校（宮原・北里・西里・下城・蓬莱・万成）が統合の上、「小国町立小国小学校」となった。
- 2011年（平成23年）2月 - 校舎の耐震工事および大規模改修工事が完了。小中連絡橋が完成。
- 2015年（平成27年）
  - 5月 - 小中悟道運動会を開催。
  - 11月 - 給食センターおよび武道館が完成。

## 部活動
運動部
- 野球部（南小国中と合同で活動）
- 陸上部
- ソフトテニス部
- バスケットボール部（女子チームは南小国中と合同）
- 女子バレーボール部（南小国中と合同）
- ホッケー部 - 複数回、全国大会に出場している。

文化部
- 吹奏楽部

## 地域クラブ、社会体育等
運動系
- 柔道クラブ
- バドミントンクラブ
- バスケットボールクラブ
- ホッケークラブ
- バレーボールクラブ

文化系
- 小国郷美術クラブ

## 交通アクセス
最寄りのバス停留所
- 九州産交バス 「宮の下（小国）」停留所

最寄りの幹線道路
- 国道212号

## 周辺
小国町の中心部に位置している。
- 小国町役場
- 小国公立病院
- 小国町立小国小学校
- 熊本県立小国高等学校
- 熊本県立小国支援学校
- 小国町立北里保育園
- 小国警察所
- 阿蘇広域行政事務組合消防本部 北部分署
- 小国郵便局
- 熊本銀行小国支店
- 肥後銀行小国支店
- 小国町森林組合
- 城山大神宮
- 杖立川
- 志賀瀬川